# Montes Bakony
Bakony ([ˈbɒkoɲ-] en alemán: Bakonyerwald) es una región montañosa en la Transdanubia, Hungría. Forma la mayor parte de las Montañas de Transdanubia media. Se encuentra al norte del lago Balatón y queda casi completamente dentro del condado de Veszprém.
Los Bakony se dividen en dos partes: los Bakony meridionales y los Bakony septentrionales, a través de una línea trazada por Várpalota-Veszprém-Ajka-Devecser. El Kőris-hegy, de 706 m s. n. m., en los Bakony septentrionales, es el pico más alto de la cordillera. Otras montañas altas son Som-hegy (649 m), Középső-Hajag (646 m), Öreg-Futóné (576 m) en Bakony septentrional, y Kab-hegy (599 m), Üsti-hegy (536 m) y Agár-tető (511 m) en Bakony meridional.

A menudo se llama a Zirc la "capital de los Bakony", debido a que se encuentra en el centro de Bakony septentrional. El Museo Bakony se encuentra allí y explica a los visitantes la flora, fauna y minerales de los Bakony.

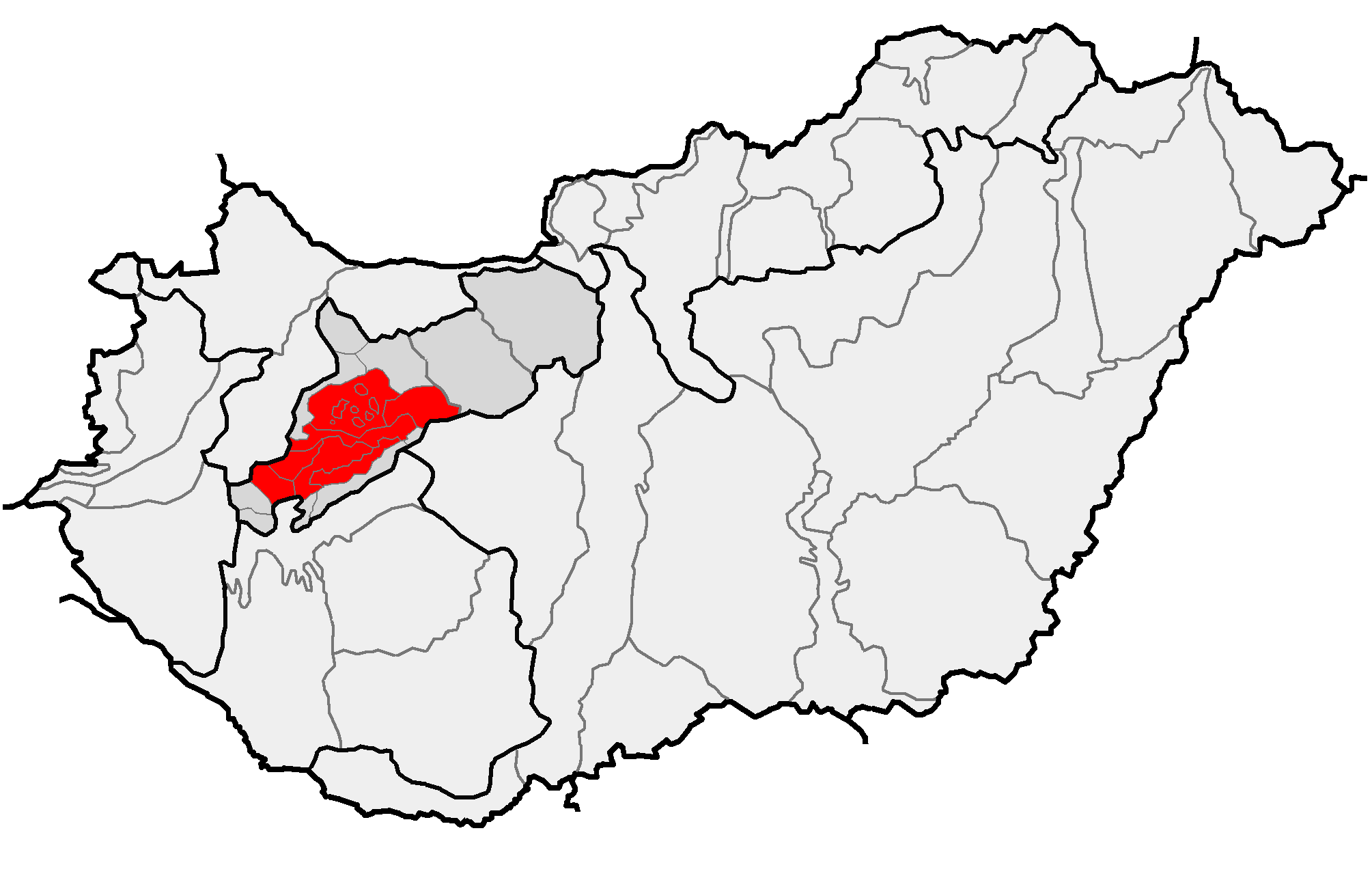
Bakony en Hungría